# سنگ‌کنی
سنگ‌کَنی (انگلیسی: Knapping) فرآیندی است که طی آن با ضربه زدن به سنگ‌های دارای شکستگی صدفی (مانند سنگ چخماق، ابسیدین و …) آنها را به شکل دلخواه درمی‌آورند تا ابزاری سنگی، چخماق برای تفنگ‌های فتیله‌ای، یا سنگ‌های صاف برای ساخت و ساز تولید کنند.
به عبارت دیگر، خرد کردن و شکل‌دادن به سنگ با ضربه زدن را سنگ‌کنی می‌گویند. این فرایند به‌طور خاص برای تولید ابزارهای سنگی، مانند چاقو، سر نیزه و تیغه، استفاده می‌شود.

## جستار وابسته
- تکه‌برداری از سنگ